# Kölner SC 1899
Kölner SC 1899 (celým názvem: Kölner Sport-Club 1899 e. V.) byl německý sportovní klub, který sídlil v Kolíně nad Rýnem ve spolkové zemi Severní Porýní-Vestfálsko. Založen byl v roce 1899 pod názvem Cölner FC 1899. Svůj poslední název nesl od roku 1916. Zanikl v roce 1937 po fúzi s Kölner CfR do nově založené organizace VfL Köln 1899. Klubové barvy byly červená a bílá.
Největším úspěchem klubu v ligových soutěžích bylo celkem dvojnásobné vítězství v západoněmeckém fotbalovém mistrovství v sezónách 1902/03 a 1905/06. Své domácí zápasy odehrával na stadionu Weidenpescher Park s kapacitou 5 000 diváků.

## Historické názvy
Zdroj: 
- 1899 – Cölner FC 1899 (Cölner Fußball-Club 1899)
- 1901 – Kölner FC 1899 (Kölner Fußball-Club 1899)
- 1916 – Kölner SC 1899 (Kölner Sport-Club 1899 e. V.)
- 1937 – fúze s Kölner CfR ⇒ VfL Köln 1899
- 1937 – zánik

## Získané trofeje
- Westdeutsche Fußballmeisterschaft ( 2× )
  - 1902/03, 1905/06

## Umístění v jednotlivých sezonách
Stručný přehled
Zdroj: 
- 1933–1937: Gauliga Mittelrhein

Jednotlivé ročníky
Zdroj: 
Legenda: Z - zápasy, V - výhry, R - remízy, P - porážky, VG - vstřelené góly, OG - obdržené góly, +/- - rozdíl skóre, B - body, zlaté podbarvení - 1. místo, stříbrné podbarvení - 2. místo, bronzové podbarvení - 3. místo, červené podbarvení - sestup, zelené podbarvení - postup, fialové podbarvení - reorganizace, změna skupiny či soutěže
| Velkoněmecká říše (1933 – 1937) |                     |        |    |   |   |    |    |    |     |    |        |
| Sezóny                          | Liga                | Úroveň | Z  | V | R | P  | VG | OG | +/- | B  | Pozice |
| 1933/34                         | Gauliga Mittelrhein | 1      | 20 | 5 | 5 | 10 | 35 | 45 | -10 | 15 | 8.     |
| 1934/35                         | Gauliga Mittelrhein | 1      | 18 | 7 | 2 | 9  | 40 | 44 | -4  | 16 | 6.     |
| 1935/36                         | Gauliga Mittelrhein | 1      | 18 | 9 | 2 | 7  | 34 | 28 | +6  | 20 | 5.     |
| 1936/37                         | Gauliga Mittelrhein | 1      | 20 | 5 | 8 | 7  | 37 | 43 | -6  | 18 | 9.     |